# مهرجان غيون
مهرجان جيون (祇 園 祭 جيون ماتسوري؟) يقام سنويا في كيوتو، وهو واحد من أكثر المهرجانات الشهيرة في اليابان. وغني عن شهر كامل من يوليو والتي توجت مسيرة، وYamaboko جونكو (山 鉾 巡行؟) في 17 تموز يوليو و24. تأخذ اسمها من منطقة جيون كيوتو.
محجوز منطقة وسط المدينة كيوتو لحركة المشاة على ثلاث ليال المؤدية إلى موكب ضخم. ومن المعروف أن هذه الليالي كما yoiyama (宵 山) يوم 16 يوليو و 23 يوليو IIYAMA (宵 々 山) يوم 15 يوليو و 22 يوليو وIIYAMA yoiyoi (宵 々 々 山) في 14 يوليو تموز ويوليو 21. تصطف في الشوارع مع أكشاك الليل بيع المواد الغذائية مثل ياكيتوري (أسياخ الدجاج المشوية)، taiyaki، تاكوياكي، أوكونوميياكي والحلويات اليابانية التقليدية، والعديد من المأكولات الشهية الأخرى. العديد من الفتيات يرتدون يوكاتا (كيمونو الصيف) سيرا على الأقدام في جميع أنحاء المنطقة، حاملين معهم المحافظ التقليدية والمشجعين ورقة.
خلال المساء yoiyama التي سبقت العرض، وبعض المنازل الخاصة في منطقة التاجر كيمونو القديمة فتح المداخل للجمهور، واظهار المتاع الأسرة قيمة، في العادة المعروفة باسم Byōbu ماتسوري، أو مهرجان شاشة قابلة للطي. هذا هو فرصة ثمينة لزيارة ومراقبة المساكن التقليدية اليابانية من كيوتو.

## التاريخ

### سنوات القديمة

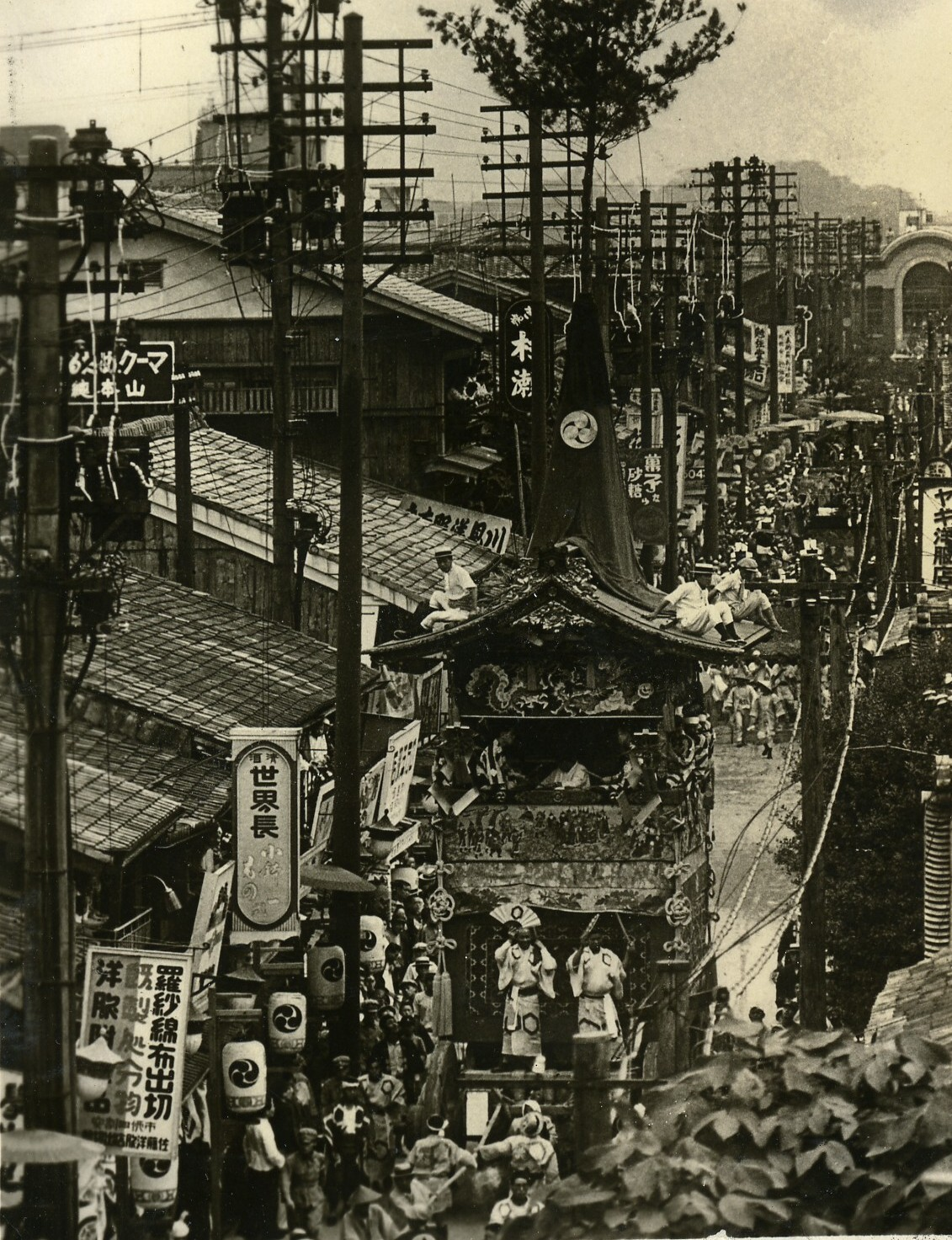
العرض الذي عقد في كيوتو في القرن 1920

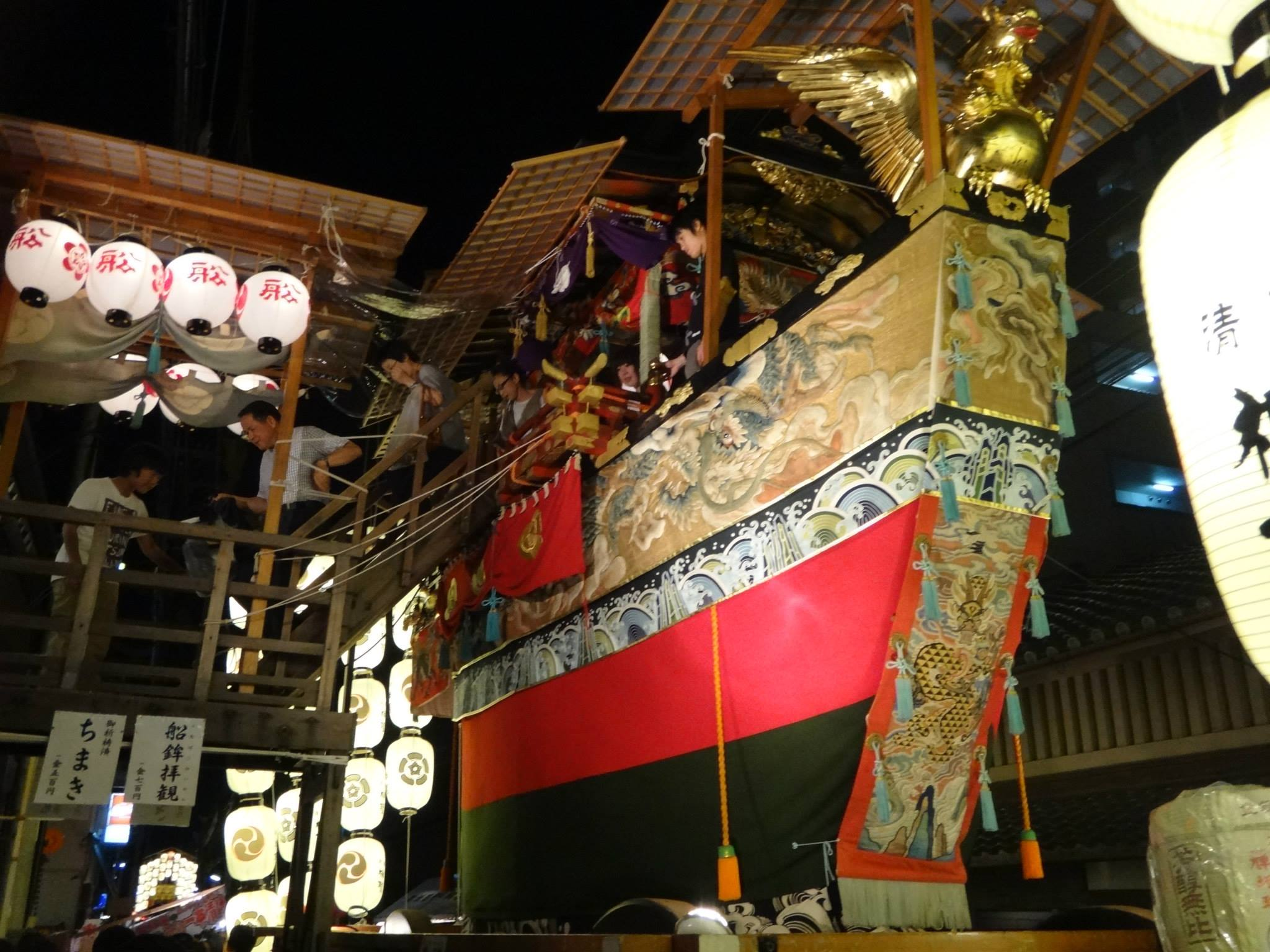
يطفو ودن التقليدية في جيون ماتسوري 2014.

هذا المهرجان نشأت كجزء من طقوس تنقية (كوريو-ه) لاسترضاء الآلهة التي يعتقد أنها تسبب الحريق والفيضانات والزلازل. في 869، كان الناس يعانون من الطاعون والوباء الذي ينسب إلى الإله الهائجين Gozu Tennō (牛頭 天王؟). أمر الإمبراطور SEIWA أن الناس يصلون إلى إله Yasaka المزار، سوسانو-لا-ميكوتو. ستة وستين halberds بأسلوب منمق ومزخرف، واحدة لكل محافظة في اليابان القديمة، وأعدت وأقيمت في Shinsen-أون، حديقة، جنبا إلى جنب مع الأضرحة المحمولة (mikoshi) من Yasaka المزار.
وتكررت هذه الممارسة أينما وقع تفشي المرض. في 970، كان مرسوما يقضي حدثا سنويا ومنذ ذلك الحين نادرا ما كانت مكسورة. على مر الزمن جعلت طبقة التجار قوية ومؤثرة على نحو متزايد المهرجان أكثر تفصيلا، وبحلول فترة إيدو (1603-1868)، استخدمت موكب التلويح ثرواتهم.
وفي عام 1533، أوقف شوغن أشيكغ جميع المناسبات الدينية، ولكن احتج الشعب، مشيرا إلى أنها يمكن أن تفعل ذلك بدون الطقوس، ولكن ليس الموكب. ويمثل هذا التطور في الشكل الحالي للمهرجان. وقد تم ترميم العوامات الصغيرة التي فقدت أو تضررت على مر القرون، والنساجين من منطقة Nishijin تقدم مطرزات جديدة لتحل محل تلك التي دمرت. عندما لا تكون قيد الاستعمال، يتم الاحتفاظ العوامات وشعارات في مخازن خاصة في جميع أنحاء منطقة تجارية مركزية كيوتو في الرعاية للسكان المحليين.
ويقدم المهرجان أيضا موقع هام في رواية ياسوناري كواباتا، والعاصمة القديمة التي يصفها، جنبا إلى جنب مع مهرجان العصور ومهرجان الهيئة، إذ أن "" ثلاثة مهرجانات كبيرة "من العاصمة القديمة.

### العصر الحديث والمعرض

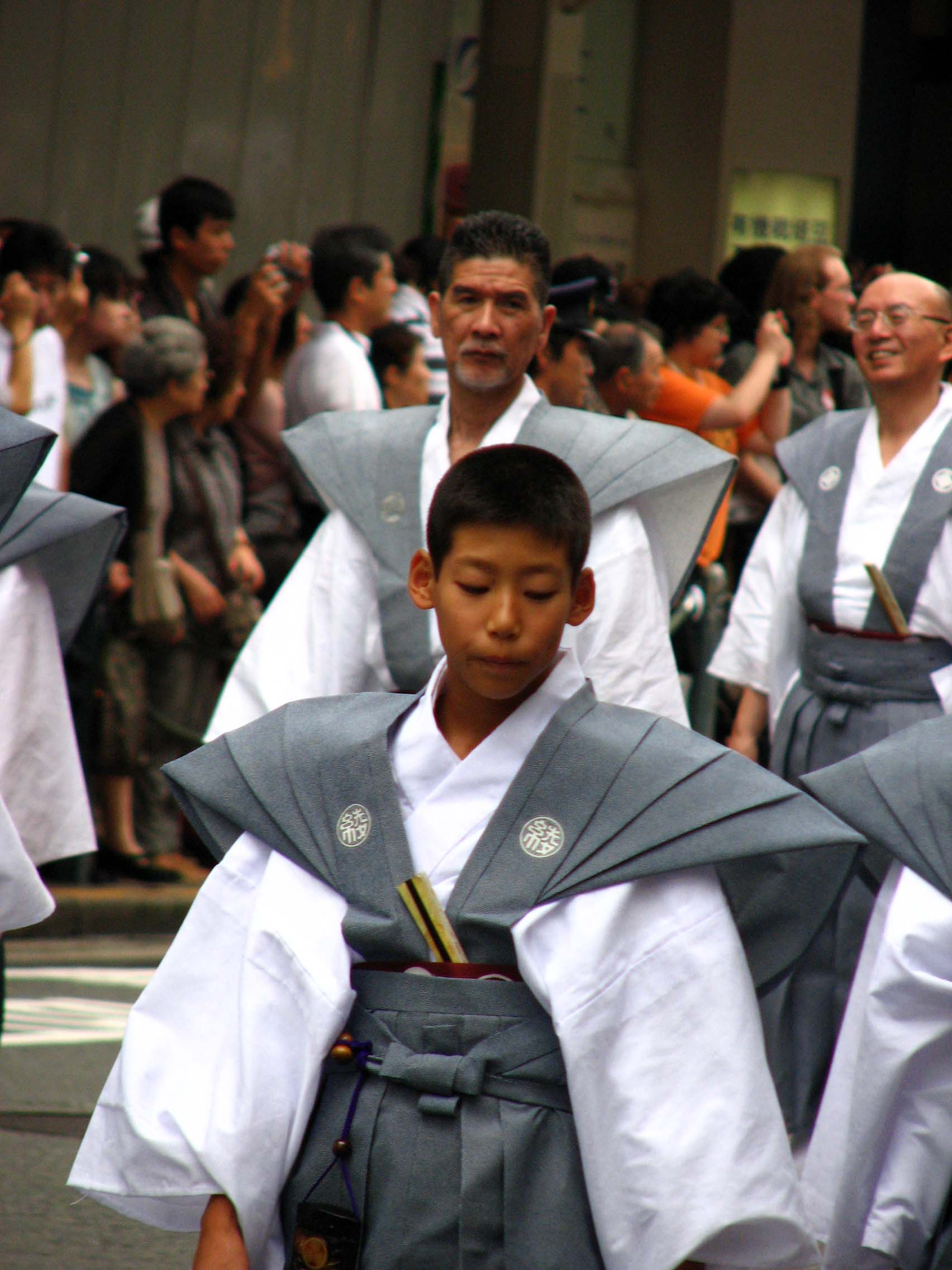
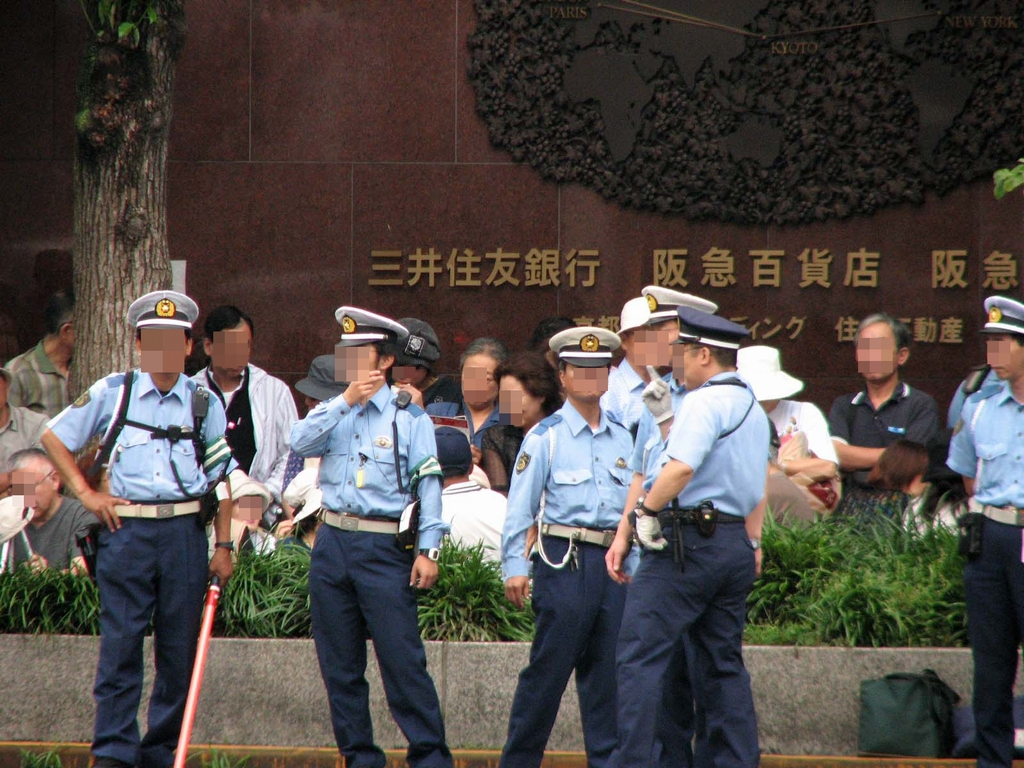
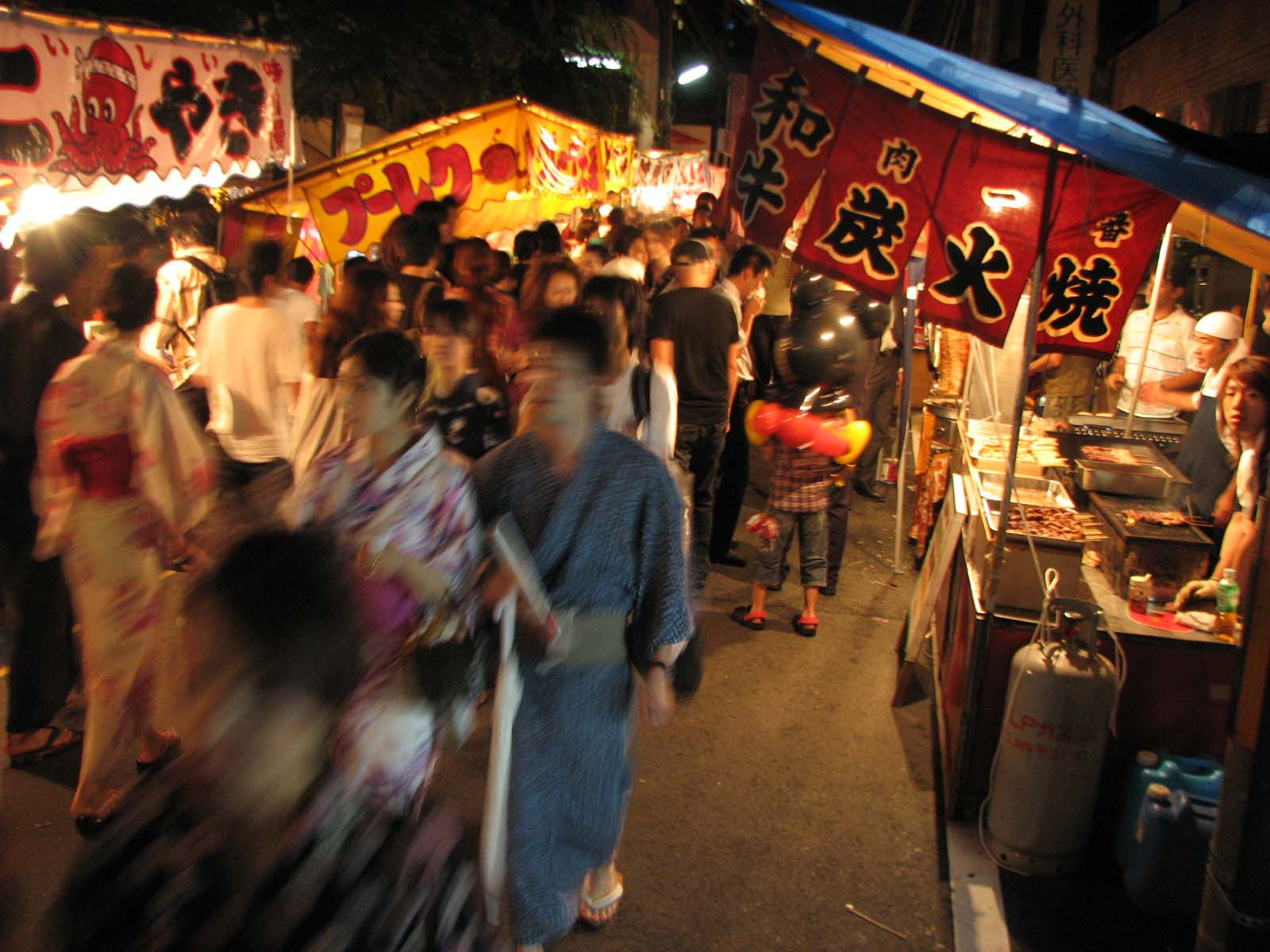
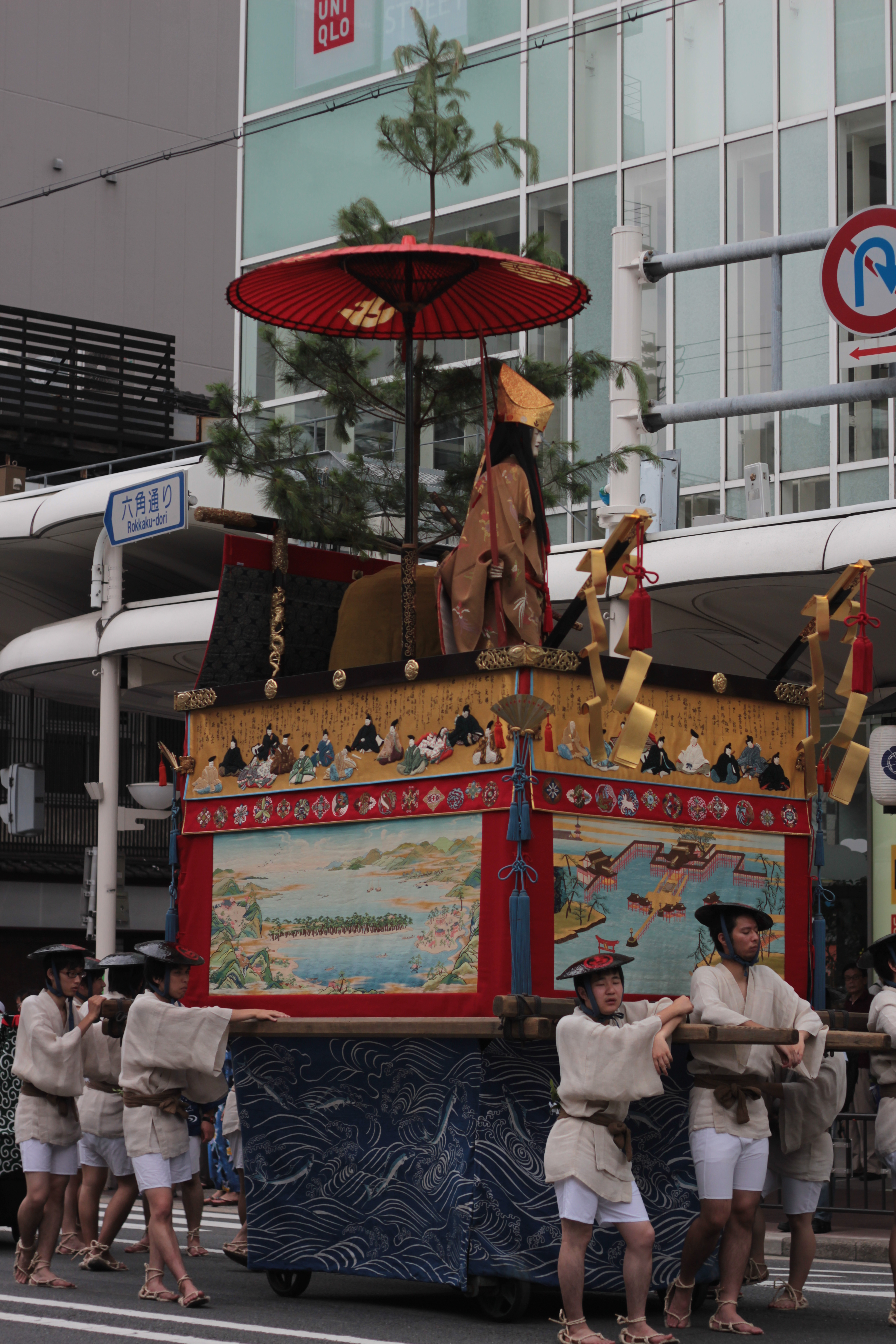

يستمر المهرجان الذي سيعقد.

## الجدول الزمني للأحداث
- 1 يوليو إلى 5: Kippuiri، حفل افتتاح المهرجان، في كل حي سكني المشاركة
- 2 يوليو: Kujitorishiki، واليانصيب لأجل العرض، في قاعة الجمعية البلدية
- 7 يوليو: زيارة الضريح من قبل الأطفال البرغوث الوالج من Ayagasaboko
- 10 يوليو: موكب فانوس للترحيب الأضرحة المحمولة mikoshi
- 10 يوليو: Mikoshi أراي، والتطهير من mikoshi عن طريق المياه المقدسة من نهر كامو
- 10 يوليو حتى 13: بناء ما يصل العوامات (العرض السابق)
- 13 يوليو صباحا: زيارة الضريح من قبل الأطفال البرغوث الوالج من Naginataboko
- 13 يوليو مساء: زيارة الضريح من قبل الأطفال البرغوث الوالج من Kuse المزار
- 14 يوليو: Yoiyoiyoiyama (العرض السابق)
- 15 يوليو: Yoiyoiyama (العرض السابق)
- 16 يوليو: Yoiyama (العرض السابق)
- 16 يوليو: Yoimiya shinshin hono شينجي، العروض الفنية dedicative
- 17 يوليو: موكب yamaboko تعوم (العرض السابق)
- 17 يوليو: موكب mikoshi من Yasaka المزار إلى المدينة
- 18 يوليو حتى 20: بناء ما يصل العوامات (موكب لتر)
- 21 يوليو: Yoiyoiyoiyama (موكب لتر)
- 22 يوليو: Yoiyoiyama (موكب لتر)
- 23 يوليو: Yoiyama (موكب لتر)
- 24 يوليو: موكب yamaboko تعوم (موكب لتر)
- 24 يوليو: موكب hanagasa أو "المظلات زهرة"
- 24 يوليو: موكب mikoshi من المدينة إلى Yasaka المزار
- 28 يوليو: Mikoshi أراي، والتطهير من mikoshi عن طريق المياه المقدسة من نهر كامو
- 31 يوليو: خدمة الختامي في EKI المزار

## Yamaboko تفاصيل تعويم

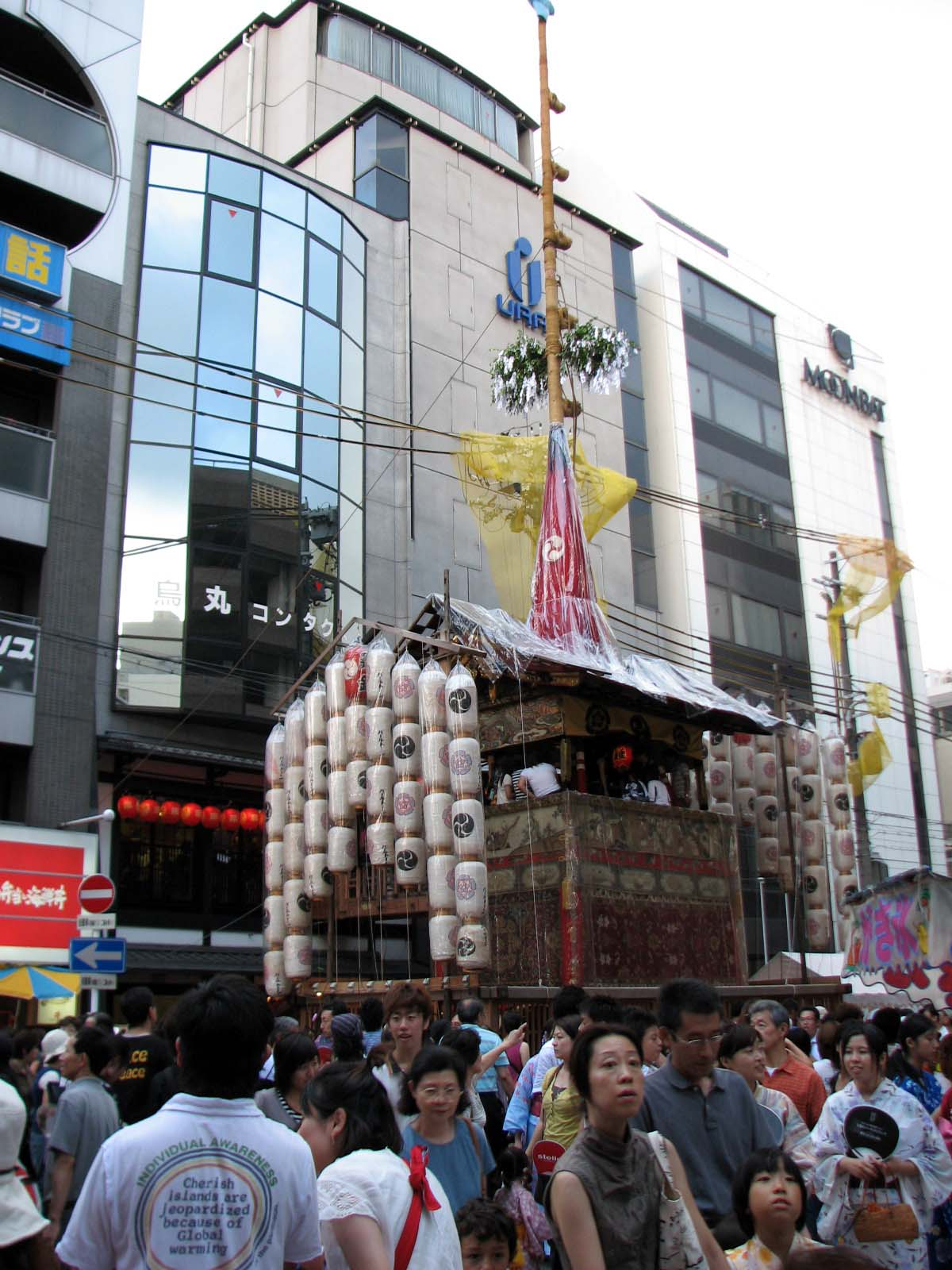
Niwatoriboko تعويم، واحدة من أولى لبدء العرض. في الجزء العلوي، رواد المهرجان يتناوبون الحصول على تعويم من خلال بناء الجانب.

وتنقسم العوامات في Yoiyama موكب إلى مجموعتين، Hoko وياما، وتسمى مجتمعة Yamaboko (أو Yamahoko). هناك 9 من Hoko أكبر (عمود طويل أو المطرد) والتي تمثل 66 الرماح المستخدمة في طقوس تنقية الأصلي، و 23 من ياما أصغر والتي تحمل الأرقام بالحجم الطبيعي من الناس شهرة وأهمية. زينت جميع العوامات مع المفروشات الجميلة على حد سواء من Nishijin (خيرة في كل من اليابان) والمستوردة من جميع أنحاء العالم. بالإضافة إلى الفن، وهناك العديد من الموسيقيين والفنانين التقليديين يجلس في العوامات. في عام 2009 تم إدراج Yamahoko على القائمة التمثيلية للتراث الثقافي غير المادي للبشرية.
كل عام والأسر التي تحافظ على عوامات القرعة في اجتماع خاص لتحديد الترتيب الذي سوف تتخذ في المهرجان. وتصدر هذه القرعة في حفل خاص قبل العرض، وخلالها عمدة كيوتو يرتدي الجلباب من الماجستير. على Naginata Hoko هو البرغوث الوالج، صبي صغير في الجلباب الشنتو ويعلوها طائر الفينيق الذهبي، الذي تم اختياره من بين العائلات التجارية كيوتو باسم الإله في صفحة المقدسة. بعد أسابيع من الاحتفالات تنقية خاصة، حيث يعيش معزولا عن تلويث التأثيرات مثل وجود المرأة، ويتم انه على قمة تعويم كما أنه لا يسمح للمس الأرض. الصبي يجب قطع حبل المقدس (shimenawa) بضربة واحدة لبدء ماتسوري.

### يطفو شراء
- الوزن: حوالي 12000 كجم
- الطول: حوالي 25 متر من الأرض لترجيح كفة / 8 م من الأرض إلى السقف
- قطر العجلة: حوالي 1.9 متر
- الحضور: حوالي 30-40 سحب خلال الموكب، عادة رجلين تجريب مع أسافين

### ياما تعوم
- الوزن: 1،200-1،600 كجم
- الطول: حوالي 6 م
- الحضور: 14-24 الناس لسحب أو دفع أو تحمل

## روابط خارجية
- List of Floats for 2007 (Japanese)
- Photo set of Gion Matsuri 2007
- Gion Matsuri Procession Route 2014
- Gion Matsuri Festival, Parade of Hanagasa 2006هيئة الإذاعة اليابانية(video)